# Safi Airways
Safi Airways (mã IATA = 4Q, mã ICAO = SFW) là hãng hàng không của Afghanistan, trụ sở đặt tại Dubai, Các Tiểu vương quốc Ả rập Thống nhất.. Hãng có căn cứ ở Sân bay quốc tế Kabul và có các tuyến bay quốc nội cũng như quốc tế từ Kabul tới một số nước châu Âu và Trung Đông.

## Các nơi đến
Các nơi đến của Safi Airways theo kế hoạch:
- Afghanistan

- Kabul
- Herat

- Các Tiểu vương quốc Ả rập Thống nhất

- Dubai
- Sharjah

- Ả Rập Xê Út

- Jeddah

- Kuwait

## Các nơi đến trong tương lai gần
- Anh quốc

- Luân Đôn

- Đức

- Frankfurt

## Đội máy bay
- 1 Boeing 767-200ER
- 2 Boeing 737-300